# Achatius Sturmius

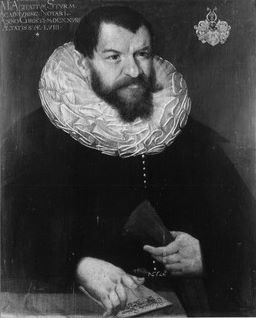
Achatius Sturmius auf einem Bild in der Tübinger Professorengalerie

Achatius Sturmius (* 1569 in Rötz; † 9. März 1630 in Tübingen) war Universitätsnotar an der Universität Tübingen.

## Leben
Achatius Sturmius war 1604–1630 Universitätsnotar in Tübingen.
Sein 1628 in Öl gemaltes Porträt hängt in der Tübinger Professorengalerie.